# Crypsotidia maculata
Crypsotidia maculata är en fjärilsart som beskrevs av Willie Horace Thomas Tams 1926. Crypsotidia maculata ingår i släktet Crypsotidia och familjen nattflyn. Inga underarter finns listade i Catalogue of Life.